# Roti (wyspa)
Roti, także Rote – wyspa w Indonezji w archipelagu Małe Wyspy Sundajskie pomiędzy morzem Sawu (od północy) i morzem Timor (od południa). Całkowita powierzchnia wynosi 1210 km². W najdłuższym punkcie ma długość 80 km, a w najszerszym 23 km. Wyspę zamieszkuje ok. 100 tys. osób.
Roti leży na południowy zachód od wyspy Timor, oddzielona od niej cieśniną Roti.
Ma powierzchnię nizinną, najwyższe wzniesienie sięga 430 m n.p.m. Uprawa ryżu, kukurydzy, palmy kokosowej; rybołówstwo.
Administracyjnie należy do indonezyjskiej prowincji Małe Wyspy Sundajskie Wschodnie; stanowi część dystryktu Rote Ndao. Główne miasto Baa.